# Annabel Scholey
Annabel Scholey (* 10. Januar 1984 in Yorkshire, England) ist eine britische Schauspielerin.

## Leben
Scholey wurde in Wakefield, West Yorkshire als Tochter einer Krankenschwester und eines Feuerwehrmannes geboren. Der dort ansässige nordenglische Yorkshire-Dialekt wurde ihr während ihrer Schauspielausbildung fast komplett abtrainiert, worauf sie nicht stolz sei, wie sie in einem Interview mit dem The Guardian erzählte. Ihre jüngere Schwester Rosie ist Lehrerin. Als Kind nahm sie Ballett- und Tanzstunden und später auch Sprech- und Schauspielunterricht. Durch einen Schulausflug zu dem Shakespeare Theaterstück Der Kaufmann von Venedig (The Merchant of Venice) im Alter von 14 Jahren begann sie sich für die Schauspielerei zu begeistern.
2005 schloss sie ihre dreijährige Schauspielausbildung an der Oxford School of Drama ab. Ihre Karriere begann am Theater, wo sie an bekannten Häusern wie dem Almeida Theatre, Royal National Theatre oder Old Vic Theatre auftrat. Ihre erste Fernsehrolle hatte Scholey 2005 in der Folge Der Wachsblumenstrauß der britischen Fernsehserie Agatha Christie’s Poirot. Seitdem tritt sie in Theater-, Fernseh- und Filmproduktionen auf.
Ihren Durchbruch hatte sie 2009 in der Fernsehserie Being Human mit der Rolle Lauren Drake. 2009 spielte sie an der Seite von Ruth Negga und Maimie McCoy in der BBC Three Comedy- und Dramaserie Personal Affairs. 2010 war sie in London im The Rose Theatre Kingston neben Judi Dench in dem Stück A Midsummer Night's Dream  zu sehen. Im Juni 2011 spielte sie im Londoner Old Vic Theatre unter der Regie von Sam Mendes in der Inszenierung Richard III. mit Kevin Spacey in der Titelrolle, die Rolle der Lady Anne.
Im Jahr 2014 spielte sie die Hauptrolle Maddie in der Musical-Komödie Walking on Sunshine. der Film erschien im Juni 2014 in den britischen Kinos und war im September 2014 in den deutschen Kinos zu sehen. Von 2016 bis 2018 war sie in der italienisch-britischen Fernsehserie Die Medici an der Seite von Richard Madden, Sean Bean und Dustin Hoffman zu sehen. Für die Rolle der Contessina lernte sie reiten. 2017 und 2019 war sie in der Videogame-Reihe Final Fantasy XIV als Stimme der Fordola rem Lupis zu hören. 2018 war sie in verschiedenen Werbeclips für Jaguar zu sehen.
Zwischen 2017 und 2021 spielte Scholey in der historischen Fantasy-Dramaserie Britannia in 23 Folgen die Rolle der Amena. Von 2018 bis 2022 war sie in der britischen Fernsehserie The Split – Beziehungsstatus ungeklärt in der Rolle der Nina zu sehen. 2020 spielte sie in der dreiteiligen Fernsehserie Der Giftanschlag von Salisbury (The Salisbury Poisonings), die die Vergiftung von Sergei Wiktorowitsch Skripal thematisiert, die Rolle Sarah Bailey, die Frau eines Polizisten der im Einsatz vergiftet wird und nur knapp dem Tod entgeht. Vor den Dreharbeiten traf sie die echte Sarah Bailey. 2021 war sie in drei Folgen der 13. Staffel von Doctor Who zu sehen.
Scholey ist seit Mai 2017 mit Ciaran McMenamin verheiratet. Sie haben eine gemeinsame Tochter und leben in Hastings.

## Filmografie (Auswahl)
- 2005: Agatha Christie’s Poirot – Der Wachsblumenstrauß (Fernsehserie, Episode 10x3)
- 2006: Holby City (Fernsehserie, Episode 8x28)
- 2005: Doctors (Fernsehserie, Episode 8x35)
- 2006: Jane Eyre (Fernsehserie, Episode 1x03–1x04)
- 2007: EastEnders (Fernsehserie, 2 Episoden)
- 2009: Being Human (Fernsehserie, Episode 1x01–1x05)
- 2009: Personal Affairs (Fernsehserie, Episode 1x01–1x05)
- 2011: One Wrong Word (Kurzfilm)
- 2012: Family Tree (Fernsehserie, Episode 1x03)
- 2012: Very Few Fish
- 2014: Walking on Sunshine
- 2015: George Gently – Der Unbestechliche (Inspector George Gently , Miniserie, Episode 7x01–1x04)
- 2016–2018: Die Medici (Medici: Masters of Florence, Fernsehserie, 13 Episoden)
- 2018–2019: Britannia (Fernsehserie, 23 Episoden)
- 2018–2022: The Split – Beziehungsstatus ungeklärt (The Split, Fernsehserie, 18 Episoden)
- 2020: Der Giftanschlag von Salisbury (The Salisbury Poisonings, Fernsehserie, 3 Episoden)
- 2021: Doctor Who (Fernsehserie, 3 Episoden)
- 2023: The Sixth Commandment (Miniserie, 4 Episoden)
- 2023: Chuck Chuck Baby
- 2023: The Serial Killer’s Wife (Fernsehserie, 4 Episoden)

## Synchronisation (Videospiele)
- 2017: Final Fantasy XIV: Stormblood als Fordola rem Lupis
- 2019: Final Fantasy XIV: Shadowbringers als Fordola rem Lupis

## Theater
- 2005: The Real Thing als Debbie (Theatre Royal, Bath)
- 2006: Troilus and Cressida als Cressida (Edinburgh International Festival und Royal Shakespeare Company)
- 2007: The Cherry Orchard als Anya (Crucible Theatre, Sheffield)
- 2007: Hobson’s Choice als Vickey Hobson (Chichester Festival Theatre, Chichester und UK Tour)
- 2008: Hamlet als Ophelia (Bristol Tobacco Factory, Bristol)
- 2008: The Taming of the Shrew als Bianca (Bristol Tobacco Factory Theatre, Bristol)
- 2009: Wallenstein als Princess Thekla (Chichester Festival Theatre, Chichester)
- 2009: The House of Special Purpose als Olga (Chichester Festival Theatre, Chichester)
- 2010: A Midsummer Nights Dream als Hermia (Rose Theatre Kingston, London)
- 2010: Charlys Aunt als Kitty Verdun (Royal Exchange, Manchester)
- 2010–2011: The Rivals als Julia (Theatre Royal Haymarket, London)
- 2011: Richard III als Lady Anne (Old Vic Theatre, London)
- 2012: Antigone als Ismene (Royal National Theatre, London)
- 2014: Mr Burns (Almeida Theatre, London)
- 2015: High Society als Liz Imbrie (Old Vic Theatre, London)
- 2015: The Iliad (British Museum und Almeida Theatre, London) (Lesung)